# Mipham Chökyi Lodrö
| Tibetische Bezeichnung                           |
| ------------------------------------------------ |
| Wylie-Transliteration: mi pham chos kyi blo gros |
| Andere Schreibweisen: Mipham Chokyi Lodro        |

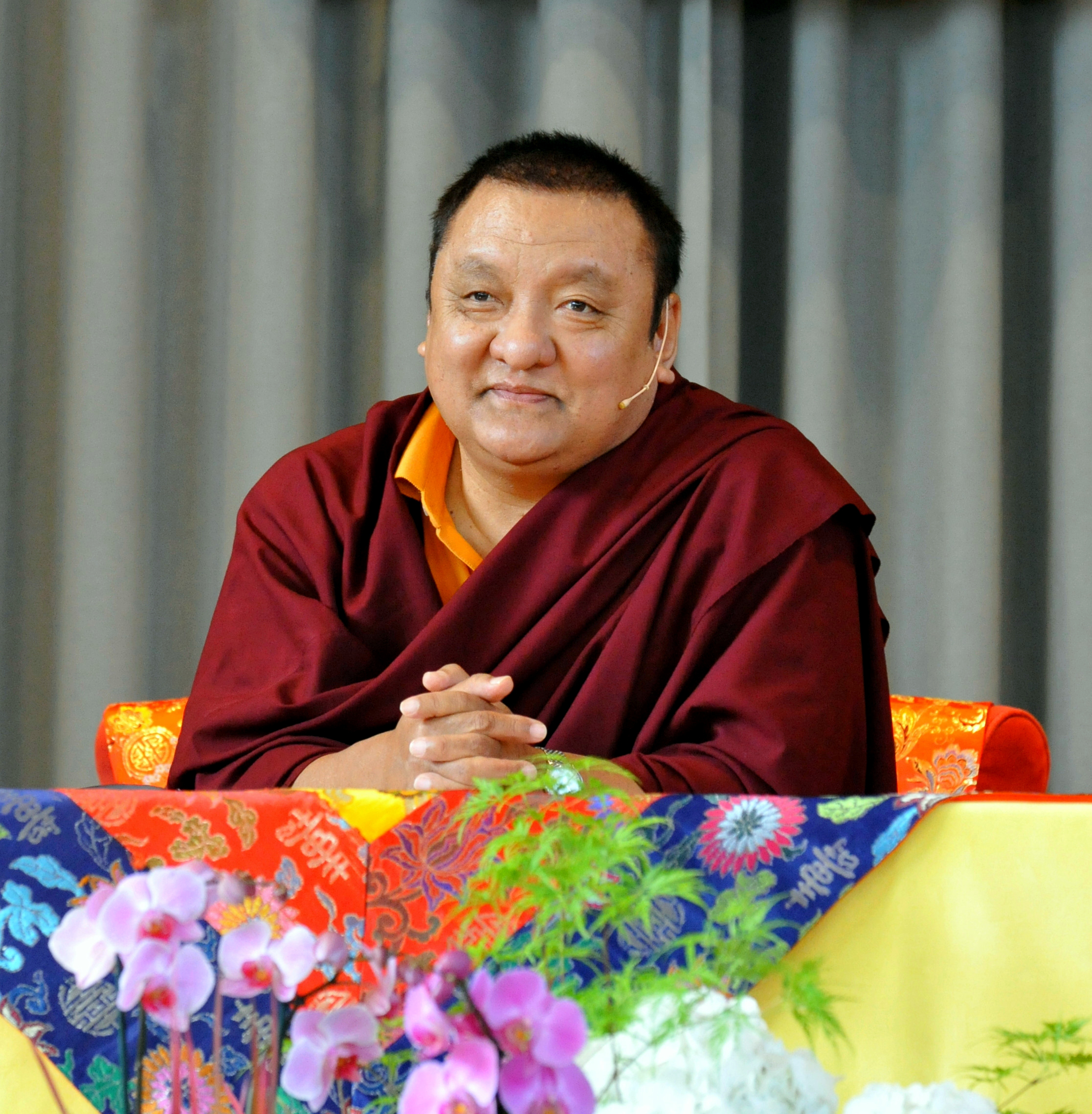
Mipham Chökyi Lodrö

Mipham Chökyi Lodrö (tib. mi pham chos kyi blo gros); (* 1952 in Dêgê, Autonomer Bezirk Garzê, Provinz Sichuan; † 11. Juni 2014 in Ulm (Renchen), Deutschland) war der 14. Shamarpa und auch bekannt als Künzig Shamar Rinpoche. Er war nach dem Karmapa der zweitbedeutendste Lama der Karma-Kagyü-Schule des tibetischen Buddhismus. Während die Karmapas wegen ihrer Schwarzen Krone als Schwarzhut-Lamas tituliert werden, sind die Shamarpas als Rothut-Lamas bekannt.
Der zweite Karmapa, Karma Pakshi, prophezeite, dass „zukünftige Karmapas in zwei Nirmanakaya Formen Gestalt annehmen werden“. Später beschenkte der dritte Karmapa Rangjung Dorje seinen Hauptschüler Khedrub Dragpa Sengge mit einer rubinroten Krone, die eine exakte Kopie seiner schwarzen Krone war. Der Karmapa erklärte, dass sie ihre identische Natur symbolisiere. Damit war die Linie der Shamarpas entstanden.

## Leben
Chökyi Lodrö wurde am 22. September (nach anderen Quellen am 27. Oktober) 1952 im osttibetischen Dêgê geboren. Er war ein Neffe des 16. Karmapa Rangjung Rigpe Dorje. 1956 wurde Chökyi Lodrö ins Tshurphu-Kloster in Doilungdêqên gebracht. Im selben Jahr erfolgten Reisen durch Tibet, Indien und Nepal. Aufgrund der chinesischen Besatzung Tibets floh Chökyi Lodrö gemeinsam mit seinem Onkel und anderen buddhistischen Lehrern 1959 über Bhutan nach Sikkim, wo er sich schließlich im Rumtek-Kloster niederlassen konnte.
Der Überlieferung zufolge erkannte Chökyi Lodrö im Alter von dreieinhalb Jahren Mönche des tibetischen Klosters Yangpachen-Kloster wieder, das in früheren Zeiten den Shamarpas gehörte. Daraufhin wurde er vom Karmapa als die Wiedergeburt des Shamarpa anerkannt. Eine Verordnung der regierenden Gelugpa aus dem Jahr 1792, die die Shamarpa-Inkarnationslinie untersagte, stand einer offiziellen Inthronisierung Chökyi Lodrös jedoch vorerst im Wege. Auf Bitten des Karmapa gab der 14. Dalai Lama seine zunächst informelle Zustimmung, die Institution des Shamarpa wiederherzustellen. Daraufhin fand 1958 in Tsurphu eine private Inthronisierung Chökyi Lodrös statt. 1964 erhielt Chökyi Lodrö eine Audienz beim nunmehr im indischen Exil lebenden Dalai Lama in Dharamsala. Bei dieser Gelegenheit wurde der politische Bann von der Shamarpa-Institution auch offiziell für beendet erklärt. Infolgedessen wurde am 26. Mai 1964 in Rumtek eine zweite Inthronisierungszeremonie durchgeführt. Somit war Chökyi Lodrö der erste amtierende Shamarpa seit Chödrub Gyathso (1741/42–1792). Drei Jahre später wurde er vom Karmapa offiziell zum zweithöchsten Lama innerhalb der Karma-Kagyü-Schule ernannt.
Seine buddhistische Ausbildung erhielt Chökyi Lodrö seit den frühen 1960er Jahren. Entsprechend der Tradition der Karma-Kagyü-Schule, wonach die Karmapas die Hauptlehrer der Shamarpas sind, erhielt Chökyi Lodrö sämtliche Karma-Kagyü-Lehren von Rangjung Ripge Dorje. Ferner fungierten Tranghu Rinpoche, Kalu Rinpoche, Pawo Rinpoche, Gendün Rinpoche, Ugyen Rinpoche und der 70. Je Khenpo Tulku Jigme Chödra als Lehrer. 1979 schloss Chökyi Lodrö seine buddhistischen Studien ab. 1982 erhielt er zehn Monate lang an der University of California (Berkeley) Englisch-Unterricht.
Seine Lehrtätigkeit begann Chökyi Lodrö 1980. Er unterrichtete zunächst in den Zentren anderer Karma-Kagyü-Lehrer, so etwa in denen von Chögyam Trungpa und Kalu Rinpoche. 1996 initiierte Chökyi Lodrö Bodhi Path, ein Netzwerk buddhistischer Zentren, die einen nicht-sektiererischen Zugang zum Buddhismus bevorzugen und sich an den dem Mahayana zugeordneten Lehren von Atisha orientieren.
Im Laufe seines Lebens realisierte Chökyi Lodrö mehrere Projekte. So zeichnete er für den Neudruck des Tengyur, einer Sammlung tibetischer Kommentare zu den Lehren Buddhas, verantwortlich. Dem Wunsch des 1981 verstorbenen 16. Karmapa folgend, brachte er das Karmapa International Buddhist Institute (K.I.B.I.) auf den Weg, an dem seit 1990 Buddhisten aus aller Welt in Neu-Delhi Buddhistische Philosophie und die tibetische Sprache studieren können. 2005 gründete Chökyi Lodrö in Kathmandu das Retreat-Zentrum Shar Minub, das Platz für 20 Mönche bietet. Ebenso unterstützte er die Bemühungen der Lamas in Yangpachen, ihr Kloster, das im 18. Jahrhundert von der Gelugpa-Schule konvertiert wurde, wieder zu einem Karma-Kagyü-Kloster werden zu lassen. 2006 startete er dort den Bau einer Shedra, einem Studienzentrum für buddhistische Philosophie, das sich an ordinierte Buddhisten richtet. Eine solche Einrichtung hatte Chökyi Lodrö bereits vier Jahre zuvor im indischen Kalimpong gegründet. Nach dem Tod von Lopön Tsechu Rinpoche 2003 führte er dessen Stupa-Projekt im spanischen Benalmádena zu Ende. 2009 rief Chökyi Lodrö die Infinite Compassion Foundation ins Leben. Diese internationale Hilfsorganisation setzt sich seither für die Rechte von Minderheiten und Mädchen in der Himalaja-Region, den Bau von Schulen, medizinische Versorgung und den Tierschutz ein.
Chökyi Lodrö war ein Hauptakteur im Karmapa-Konflikt innerhalb der Karma-Kagyü-Schule. Während andere ranghohe Lamas der Linie, der 14. Dalai Lama und chinesische Behörden Orgyen Thrinle Dorje als den aktuellen Karmapa ansehen, erkannte er seinerseits Thaye Dorje als den aktuellen und legitimen 17. Karmapa an. Chökyi Lodrö inthronisierte Thaye Dorje 1994 im K.I.B.I und wirkte als dessen Hauptlehrer.
Am Morgen des 11. Juni 2014 erlag Chökyi Lodrö im Alter von 61 Jahren einem plötzlichen Herztod im Bodhi Path-Zentrum Renchen, wo er zuvor einen Vortragskurs abgehalten hatte. Nach seinem Tod wurde er einige Tage in Renchen aufgebahrt, wo tausende westlicher Buddhisten von ihm Abschied nahmen. Sein Hauptschüler Thaye Dorje überführte am 19. Juni 2014 persönlich den Leichnam nach Indien. Nach weiteren Aufenthalten in Neu-Delhi und Kalimpong wurden die sterblichen Überreste Chökyi Lodrös am 31. Juli 2014 in Kathmandu verbrannt.

## Schriften

### Bücher
- Grenzenloses Erwachen. Das Herz buddhistischer Meditation. Joy 2013.
- Der König der Wunschgebete. Ein Kommentar zum König unter den Wegen des Strebens nach dem Vollendeten Wirken der Edlen. Joy 2013.
- A Golden Swan in Turbulent Waters. The Life and Times of the Tenth Karmapa Choying Dorje. Bird of Paradise Press 2012.
- LOJONG. Der buddhistische Weg zu Mitgefühl und Weisheit. Joy 2010.
- Buddhistische Sichtweisen und die Praxis der Meditation. Joy 2007.
- Creating A Transparent Democracy. A New Model. New Age Books 2007.

### Artikel (Auswahl)
- Die Geisteshaltung eines Bodhisattvas. Buddhismus Heute 52 (2012/2013).
- Die Meditation auf Liebe und Mitgefühl. Buddhismus Heute 49 (2011).
- Die Vier Wege des Weisen. Buddhismus Heute 47 (2009)
- Die Dharma-Linie. Buddhismus Heute 46 (2009).
- Auf den "Flügeln des Mantras" ins Reine Land. Die vier Ursachen für die Wiedergeburt in Dewachen. Buddhismus Heute 42 (2006).
- Dharmapraxis im modernen Leben. Buddhismus Heute 26 (1998).
- Ratschläge zur Praxis. Buddhismus Heute 24 (1997).
- Die Übertragung des Buddhismus in den Westen. Buddhismus Heute 11 (1993).

## Interviews (Auswahl)
- In his next life, late Buddhist leader said, he hoped to help animals. The Washington Post (1. Dezember 2014): https://www.washingtonpost.com/national/health-science/in-his-next-life-late-buddhist-leader-said-he-hoped-to-help-animals/2014/12/01/c4b3a122-69ba-11e4-a31c-77759fc1eacc_story.html
- Erik Curren’s Interview with Shamar Rinpoche. (15. November 2013): http://shamarpa.org/erik-currens-interview-with-shamar-rinpoche/
- "Ein vollkommener Bodhisattva..." Buddhismus Heute 53 (2013).
- Tricycle Talk with Shamar Rinpoche. tricycle (12. Dezember 2012): http://www.tricycle.com/blog/tricycle-talk-shamar-rinpoche
- "Dalai Lama never opposed my recognition of Karmapa". iSkkim (6. Dezember 2010): http://isikkim.com/dalai-lama-never-opposed-my-recognition-of-karmapa-shamar-rinpoche/
- Buddhismus in Ost und West. Buddhismus Heute 48 (2010).
- "Wenn man nicht blind sein möchte, sollte man lernen zu sehen". Buddhismus Heute 22 (1997).
- "Ihr solltet die Rinpoches nicht zu hoch setzen". Buddhismus Heute 15 (1994).
- "Wir haben einen Karma-Kagyü-Karmapa". Buddhismus Heute 14 (1994).
- Interview with Shamarpa Rinpoche, the 14th reincarnation of the Red-Hat Lama. Diva international: http://divainternational.ch/spip.php?article650